# Helleia fulva
Helleia fulva är en fjärilsart som beskrevs av Hans-Joachim Hannemann 1931. Helleia fulva ingår i släktet Helleia och familjen juvelvingar. Inga underarter finns listade i Catalogue of Life.